# キンタイア岬

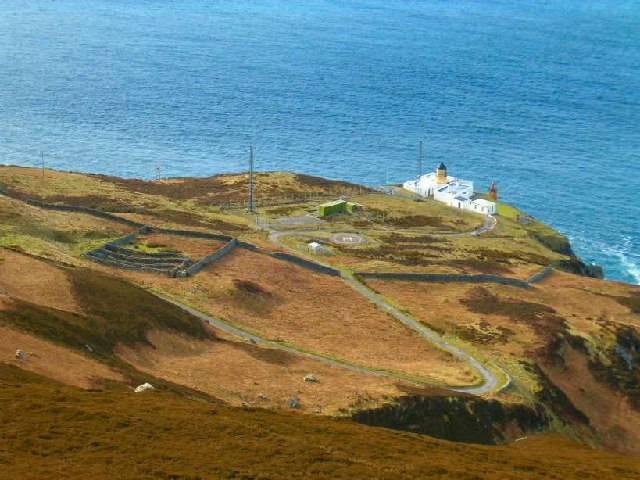
灯台

キンタイア岬またはマル・オブ・キンタイア（Mull of Kintyre）は、スコットランド南西部、キンタイア半島 (Kintyre) の先端にある岬。
北大西洋とアイリッシュ海を結ぶノース海峡へ向け、スコットランドから南へ細長く伸びたキンタイア半島の先端で、岬からは対岸のアイルランド（アルスター）を十分望むことができる。至近の都市はキャンベルタウン。
古くからヨーロッパ大陸とアイルランドを結ぶ要所として歴史に登場する。1788年には灯台が設けられており、幾度かの改築を経て今日に至っている。また空の難所としても知られ、1994年にもイギリス空軍のヘリコプターが墜落している（Chinook Helicopter Crash）。

## 文化
1977年にはポール・マッカートニー&ウイングスが同名の楽曲“Mull of Kintyre”（邦題：『夢の旅人』）を発表、イギリスで1位を記録した（詳細は同記事を参照）。この曲により、当地は世界的に知られることとなる。現地の看板も、ポールについて触れたものが多い。
キャンベルタウンは、モルトウイスキーでも有名である。

## 交通アクセス
グラスゴーからキャンベルタウンまで、バスで4時間半。